# 北山索面
北山索面，俗称“长寿面”，是青田县的农产品，北山索面有着悠久的历史，起源已经无从查考，做索面是北山人的家庭副业，是一种传统食品与礼品。
北山索面由“和尚麦”品种面粉加适量食盐用手工制成。目前，北山镇有300-400户索面生产户，年产量60万斤，其中100户商品索面生产户要可年产30-40万斤索面。 2000年北山镇农技站对北山索面实行集中收购，使用“山鹤”牌农产品包装后，统一销售。。

## 資料來源
1. ↑  .   [2012-04-09].[永久]